# Heather Headley
Heather Headley (Barataria, Trinidad y Tobago, 5 de octubre de 1974) es una cantante, productora y actriz trinitense. Obtuvo un premio Grammy y un premio Tony.

## Biografía

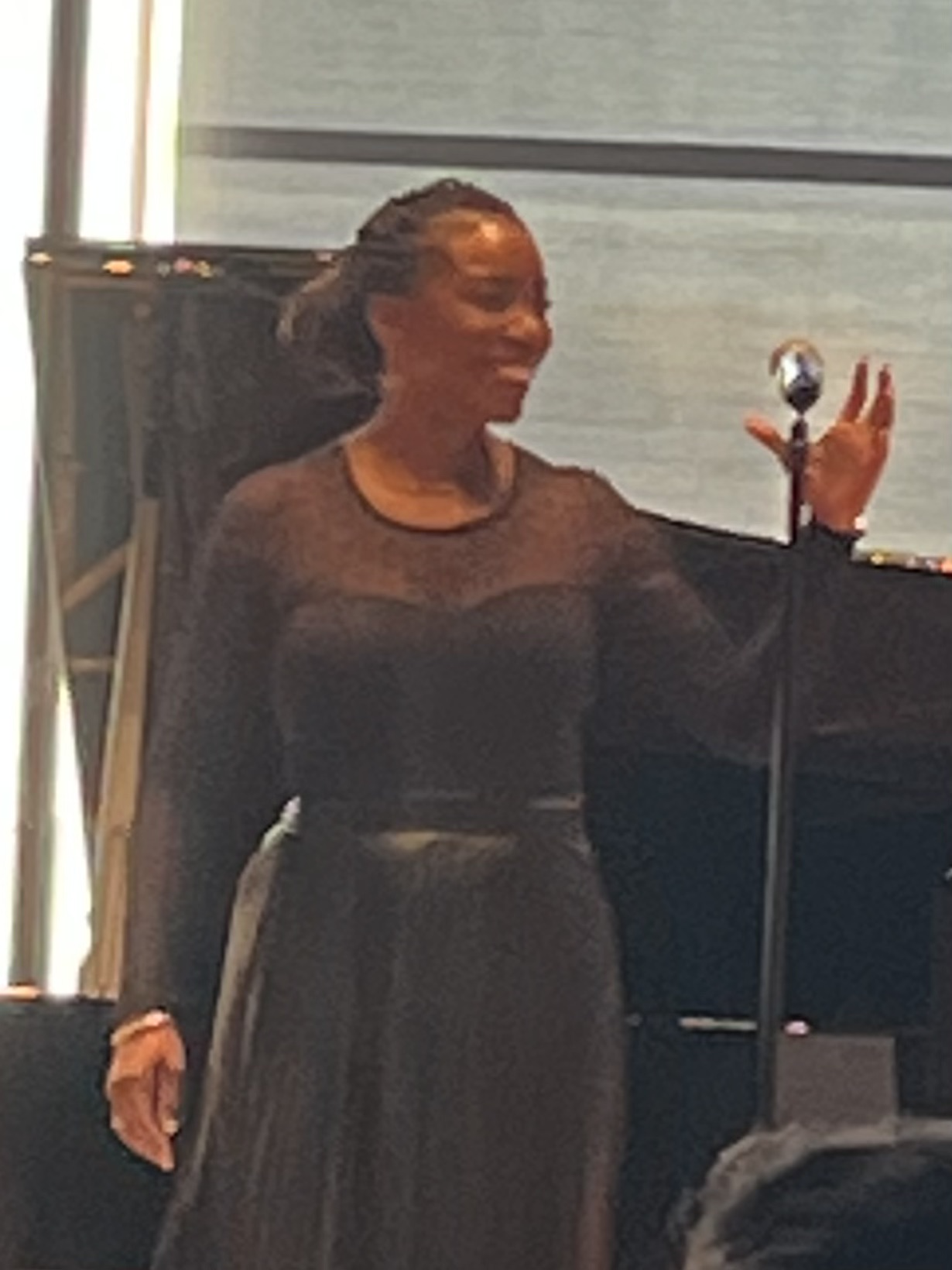
Heather Headley en 2022.

Nació en Barataria, Trinidad y Tobago, hija de Hannah y Eric Headley. A la edad de 4 años, Heather inicio a tocar la música nativa de Trinidad, incluyendo Calypso, reggae y Soca. En 1989 se mudó a Fort Wayne, Indiana en Estados Unidos a la edad de 15 con su madre y su hermano menor, cuando a su padre le ofrecieron un trabajo como pastor de la Iglesia de Dios en la calle McKeen.
Asistió a la preparatoria Northrop y fue miembro del coro escolar "Carisma" y debutó como Fanny Brice en la producción escolar "Funny Girl". Después de graduarse de la preparatoria, Heather asistió a la universidad Northwestern a estudiar comunicación y teatro musical hasta el último día de su primer año cuando toma la difícil decisión de ser parte del musical Ragtime y dejar la escuela.
El 6 de septiembre de 2003 se casó con Brian Musso, ambos atendieron sus estudios en la universidad Northwestern. El 1 de diciembre de 2009 nació su primer hijo John David.

## Carrera
En 1997 representó el papel de Nala in The Lion King (El Rey León) en Broadway Musical. La actuación de Heather fue muy bien recibida y fue entonces cuando le asignaron el protagónico de la obra Aída, ganando el premio Tony por mejor actriz en el 2000. En 1999 ella apareció en "Do Re Mi" producción de Encores con Nathan Lane, Randy Graff y Brian Stokes Michelle. Ella también debutó en una versión concierto del musical "Dreamgirls con sus compañeras ganadoras del premio Tony Audra McDonald y Lilias Withe.
En el otoño de 2006 presentó la canción de Hal David y Burt Bacharach "I'll Will Never Fall In Love Again".
El 5 de julio de 2007 apareció como invitada en el concierto de Andrea Bocelli Vivere Live in Tuscany, en Lajatico, Italia. Ellos cantaron Vivo Per Lei y The prayer y Heather cantó "My Country, 'Tis of Thee" (también conocida como "America") con Josh Groban el 18 de enero de 2009 durante el concierto inaugural de Barack Obama "We Are One" en el Lincoln Memorial. El 12 de marzo de 2009, Heather canto "I Wish" en Tonight Show con Jay Leno.
Heather Headley es la protagonista del nuevo musical THE BODYGUARD, estrenado oficialmente en el Adelphi Theatre del West End de Londres, el pasado miércoles 5 de diciembre de 2012, tras iniciar funciones en el mes de noviembre. El musical está basado en la popular película EL GUARDAESPALDAS, protagonizada por Whitney Houston y Kevin Costner.

## Música
Debutó en octubre de 2002 con el álbum This Is Who I Am, de la disquera RCA. Aunque su primer sencillo "He Is" no fue muy exitoso, el segundo "I Wish I Wasnt" alcanzó gran éxito. Su trabajo en este álbum le otorgó su nominación Grammy como "Best Female R&B Vocal Performance" y como Mejor Nueva Artista.
Su segundo Álbum "In my Mind" se retrasó debido a los problemas ejecutivos de su disquera.
Finalmente el director de BMG Clive Davis lanzó el segundo Álbum de Headley "In My Mind" en enero de 2006. La melodía "In My Mind" (Producida por India. Arie con la colaboración de Shannon Sanders) fue designada como el primer sencillo y su video musical fue dirigido por Diane Martel. La canción fue número uno en EUA.
En 2009 Headley junto con Al Green, presentaron una versión de la canción "People Get Ready" en el álbum "On Happy Day: An All-Start Music Celebration".
El 31 de enero de 2010 ganó su primer premio Grammy como "Best Contemporary R&B Gospel Álbum for Audience of One".

## Discografía

### Álbumes
| Año  | Álbum                           | EUA  | EUA R&B |
| ---- | ------------------------------- | ---- | ------- |
| 2002 | This Is Who I Am (Disco de Oro) | #38  | #14     |
| 2006 | In My Mind (Disco de Oro)       | #5   | #1      |
| 2009 | Audience Of One                 | #27  | #6      |
| 2009 | Only One in the World           | #187 | #25     |

### Sencillos
| Año  | Título                     | Hot 100 | EUA R&B | Álbum                 |
| ---- | -------------------------- | ------- | ------- | --------------------- |
| 2002 | "He is"                    | 90      | 38      | This is Who I Am      |
| 2003 | "I Wish I Wasn't"          | 55      | 15      | This is Who I Am      |
| 2005 | "In My Mind"               | 75      | 16      | In My Mind            |
| 2006 | "Me Time"                  | —       | 35      | In My Mind            |
| 2008 | "Jesus is Love"            | —       | 90      | Audience of One       |
| 2008 | "Do You Hear What I Hear?" | —       | —       |                       |
| 2012 | "A Little While"           | —       | —       | Only One in the World |

## Premios

### Actuación
| Año                 | Categoría               | Papel                   | Resultado |
| ------------------- | ----------------------- | ----------------------- | --------- |
| Tony Awards         |                         |                         |           |
| 2000                | Mejor actriz en musical | Aida                    | Ganado    |
| Sarah Siddons Award |                         |                         |           |
| 2000                | Sarah Siddons Award     | Work in Chicago theatre | Ganado    |

### Música
| Año                            | Categoría                                    | melodía            | Resultado |
| ------------------------------ | -------------------------------------------- | ------------------ | --------- |
| Grammy Awards                  |                                              |                    |           |
| 2004                           | Mejor Nuevo Artista                          | N/A                | Nominada  |
| 2004                           | "Best Female R&B Vocal Performance"          | "I Wish I Wasn't"  | Nominada  |
| 2010                           | Premio Grammy por Mejor Evangelio            | "Jesus Is Love"    | Nominada  |
| 2010                           | Best Contemporary R&B Gospel Album           | "Audience Of One"  | Ganado    |
| Billboard Music Awards         |                                              |                    |           |
| 2003                           | R&B/Hip-Hop Nuevo Artista del Año            | N/A                | Nominada  |
| NAACP Image Awards             |                                              |                    |           |
| 2003                           | Nuevo Artista Excepcional                    | N/A                | Nominado  |
| 2003                           | Nuevo Artista Excepcional                    | N/A                | Nominado  |
| Soul Train Awards              |                                              |                    |           |
| 2002                           | Mejor R&B/Soul o Rap Nuevo Artista           | "He Is"            | Nominado  |
| Soul Train Lady of Soul Awards |                                              |                    |           |
| 2003                           | R&B/Soul Álbum del Año - Solo                | "This Is Who I Am" | Ganado    |
| 2003                           | Mejor Nuevo Artista de R&B/Soul o Rap - Solo | "He Is"            | Ganado    |
| 2003                           | Mejor Sencillo de R&B/Soul - Solo            | "He Is"            | Nominado  |
| BET J/Centric                  |                                              |                    |           |
| 2006                           | Cool Like That Award                         | N/A                | Nominado  |